# 林兩全
林兩全（1926年—），台灣登山家，曾任台中市登山協會副理事長，著有《我的登山紀行》、《登台灣百岳回憶錄》等書，曾多次深入奇萊山，搜救出不少山難受困者。
林兩全畢業於台中科技大學的前身台中商業學校，台灣光復後進入台灣紙業公司大肚廠服務。林兩全年輕時即熱愛運動，是柔道選手及長跑健將，49歲加入台中市登山協會後在兩年内即攀登了台灣百岳中的五十三座，為早日完成攀登百岳壯舉，他甚至辭掉了台紙總務課長的職務專心登山，終於在56歲時成為台灣攀登百岳的第一百人。1986年後，林兩全開始攀登日本中央山脈，於八十三年征服日本28座三千公尺以上高山，獲日本登山協會認證為獲得該項殊榮的台灣第一人，1989年，和台灣八名山友前往尼泊爾攀上標高5545公尺的卡魯拍達峰。